# Franciszek Salezy Łoś
Franciszek Salezy Łoś (ur. 28 maja 1796 w Turii, zm. 24 lutego 1875) – żołnierz Księstwa Warszawskiego, oficer Królestwa Polskiego, uczestnik powstania listopadowego i powstania węgierskiego.

## Życiorys
Urodził się w rodzinie hrabiego Feliksa Ignacego Łosia z Grodkowa i Januszowic h. Dąbrowa i jego żony Julianny Fryczyńskiej h. Pobóg jako najmłodszy z czterech synów. W 1811 był w batalionie saperów i awansował na stopień kaprala i następnie sierżanta.
Ukończył szkołę podchorążych piechoty i służył w pułku grenadierów. W 1819 został podporucznikiem w batalionie saperów. Przed wybuchem powstania listopadowego przeniesiony został do 6 pułku piechoty liniowej. Brał czynny udział w Nocy Listopadowej a następnie służył ponownie w batalionie saperów i był adiutantem gen. Krukowieckiego. Odznaczony został Złotym Krzyżem Orderu Virtuti Militari.
Trafił do niewoli rosyjskiej i został zesłany do Wiatki. Jako poddany austriacki został zwolniony już w 1832 i osiadł w Galicji. Brał udział w powstaniu węgierskim w stopniu majora.
Zmarł 24 lutego 1875 i pochowany został na cmentarzu Łyczakowskim we Lwowie.